# Ramazzottius libycus
Espèce
Ramazzottius libycus est une espèce de tardigrades de la famille des Ramazzottiidae.

## Distribution
Cette espèce est endémique de Libye.

## Étymologie
Son nom d'espèce lui a été donné en référence au lieu de sa découverte.

## Publication originale
- Pilato, D'Urso & Lisi, 2013 : Ramazzottius thulini (Pilato, 1970) bona species and description of Ramazzottius libycus sp. nov. (Eutardigrada, Ramazzottidae). Zootaxa, no 3681 (3), p. 270–280.